# Tremmell Darden
Tremmell Lequincy Dushun Darden (Inglewood, California, 17 de diciembre de 1981) es un exjugador de baloncesto estadounidense que disputó 20 temporadas en el baloncesto europeo. Con 1,96 metros de estatura jugaba en la posición de alero.

## Trayectoria deportiva

### Universidad
Estudió en la Universidad de Niágara, con cuyo equipo compitió en la NCAA durante sus cuatro años de baloncesto universitario (2000/04).

### Profesional
Comenzó su carrera profesional en el Erdemirspor de Turquía (04/05). De ahí pasó a Bélgica, donde jugó un años en el Leuven Bears y tres en el Spirou Charleroi. En la temporada 2008/09 jugó en Australia, con los South Dragons de Melbourne. A su regreso al Viejo Continente aceptó un contrato de un año en el Estrasburgo galo y en 2011 triunfó en el SLUC Nancy, con el que se proclamó campeón de la Pro-A con una media de 17 puntos, 6,5 rebotes, 2.2 asistencias y 1.9 recuperaciones por partido.
En verano de 2011 Darden firmó con el Unicaja Málaga, y en 2012 con el Zalgiris Kaunas, con el que ganó la supercopa lituana, y del que se desvinculó en marzo de 2013 debido a los momentos de dificultades económicas que vivía el club. Entonces fichó por el Real Madrid, sustituyendo al lesionado Martynas Pocius. Con este equipo se proclamó campeón de la Liga ACB 2012-13. Tras la temporada 2013-14, el Olympiacos anunció su fichaje para las dos temporadas siguientes, si bien abandonó el equipo al final de la primera de ellas, en la que también consiguió el título de campeón de liga.
En su currículum profesional destacan cinco títulos de liga en cinco países distintos